# Spacecop L.A. 1991
Spacecop L.A. 1991 ist ein 1988 von Graham Baker inszenierter Science-Fiction-Film mit James Caan als Matthew Sykes und Mandy Patinkin als Samuel „George“ Francisco in den Hauptrollen.

## Handlung
Es ist das Jahr 1991 in Los Angeles: Drei Jahre nach der Ankunft humanoider außerirdischer Wesen, den sogenannten Newcomern, in der kalifornischen Mojave-Wüste werden diese mit Unterstützung von Bürgerrechtsanwälten schrittweise in die menschliche Gesellschaft integriert. Die Außerirdischen gelangten mit einem Raumschiff auf die Erde, in dem die Neuankömmlinge als Sklaven gehalten wurden. Nicht alles läuft friedlich ab, da sich die glatzköpfigen Aliens grundlegend von den Menschen unterscheiden. Oftmals sind die Newcomer deutlich intelligenter als Menschen, außerdem trinken sie mit Vorliebe saure Milch, die bei ihnen eine berauschende Wirkung entfaltet wie Alkohol bei Menschen. Darüber hinaus scheuen die Aliens das salzhaltige Meerwasser, denn sobald sie damit in Berührung kommen, werden sie von dem Wasser zerfressen wie von Salzsäure. Zwischen den Erdlingen und den Neuankömmlingen tut sich eine kulturelle Kluft auf. Bei einer Schießerei mit Neuankömmlingen in einem Supermarkt wird der dunkelhäutige Partner von Detective Matthew Sykes von einem Newcomer getötet. Hinterher nimmt Sykes dennoch auf dem Polizeirevier seinen neuen Partner Sam Francisco an, der ebenfalls der außerirdischen Spezies angehört und sich von seinem reflektierten Wesen her konfliktfrei den Menschen anzupassen vermag. Aus der Zusammenarbeit erhofft sich Sykes tiefere Erkenntnisse in Bezug auf den Mord an seinem Kollegen. Mit seinen sozial kompetenten Umgangsformen vermittelt Francisco zwischen dem nicht selten aufbrausenden Ermittler Matthew Sykes und Angehörigen seiner außerirdischen Gemeinschaft. Beide bilden bald ein sich ergänzendes Team und kommen auf diese Weise einem verdeckten Drogenhändlerring auf die Spur, der bis in die höheren gesellschaftlichen Kreise führt und in einem Geheimlabor einen flüssigen Stoff herstellt, den sich die Aliens als Rauschmittel auf die Zunge träufeln bzw. streichen. Für Menschen dagegen ist diese Flüssigkeit ohne jede Wirkung, aus diesem Grund ist die Substanz gesetzlich nicht verboten.

## Sonstiges
Im Jahr 1989 folgte die auf dem Film basierende Fernsehserie Alien Nation.

## Auszeichnungen
Der Film wurde 1990 mit dem Saturn Award in der Kategorie Best Science Fiction Film ausgezeichnet. Mandy Patinkin erhielt eine Nominierung als Best Supporting Actor, hinzu kamen die Nominierung für das Best Make-Up.
Regisseur Baker wurde für den International Fantasy-Film Award in der Kategorie Bester Film beim Fantasporto 1989 nominiert. 
Ebenfalls 1989 wurde der Film für den Hugo Award in der Kategorie Best Dramatic Presentation nominiert.

## Kritik
Der Filmdienst urteile, der Film sei „[r]asanter Verschnitt aus Thriller und Science-Fiction, der erfreulicherweise einmal nicht auf Angst, sondern auf Vertrauen und Freundschaft“ setze.